# Château de Villepreux
Ne pas confondre avec le château de Villepreux, construit par Albert de Gondi, achevé en 1603, qui reçut la visite du Dauphin, futur Louis XIII en 1607 et fut transformé en atelier de tissage puis fabrique de cachemire en 1812.
Le château de Villepreux ou château de Grand'Maisons est un château du XVIIIe siècle situé à quelques kilomètres de Versailles, à Villepreux, dans le domaine de Grand'Maisons. Propriété de la famille Bertin de Veaux et de ses descendants, depuis le début du XIXe siècle, les salons de cette maison littéraire furent, jusqu'à novembre 2016, un des rares exemples de ce que pouvaient être les grands salons des époques Empire et Restauration.

## Histoire

### L'époque des Francini
En 1598 s'installe à Villepreux Thomas de Francini, fontainier d'Henri IV. Il achète le domaine de Grand'Maisons proche de ses amis les Gondi, seigneurs de Villepreux. Le domaine passe à son fils François de Francini, fontainier également, qui travaille avec Le Nôtre au parc de Versailles, puis à Pierre François de Francini, fils de François en 1701. Lors de l'élaboration de la « plaine de Versailles », vaste domaine de chasse du roi Louis XIV, un échange de terre permet à Pierre François de Francini de récupérer en 1706 la seigneurie de Villepreux, qui est érigée en comté en 1707.
À la mort de Pierre François de Francini en 1720, son fils François Henri de Francini décide de transformer l'hôtel de Grand'Maisons en château plus au goût de l'époque. C'est la naissance du château de Grand'Maisons, dont la construction restera inachevée jusqu'au XIXe siècle. À sa mort, le domaine passe à son fils Honoré de Francini qui, ruiné, est contraint de vendre sa seigneurie au roi Louis XVI en 1768.

### Heurtier et la révolution
En 1776, le château passe du domaine de la couronne au domaine de Versailles et, en 1779, il devient la propriété de François Heurtier, architecte de Versailles. Il s'agit d'une manœuvre juridique : la couronne vend les matériaux issus de la destruction du château au plus offrant, à charge pour l'acheteur d'effectuer la démolition à ses frais. L'acquéreur effectue rarement cette démolition et se trouve ainsi possesseur d'un château sur des terres restant à la couronne. Heurtier loue le parc moyennant une rente viagère qu'il rachète par la suite.
Heurtier fut conseiller municipal et c'est lui qui porta les cahiers de doléances de la commune en 1789. Il est propriétaire du château jusqu'à 1802, date à laquelle il le cède à Pierre Jacques Dubois-Desmeures. 

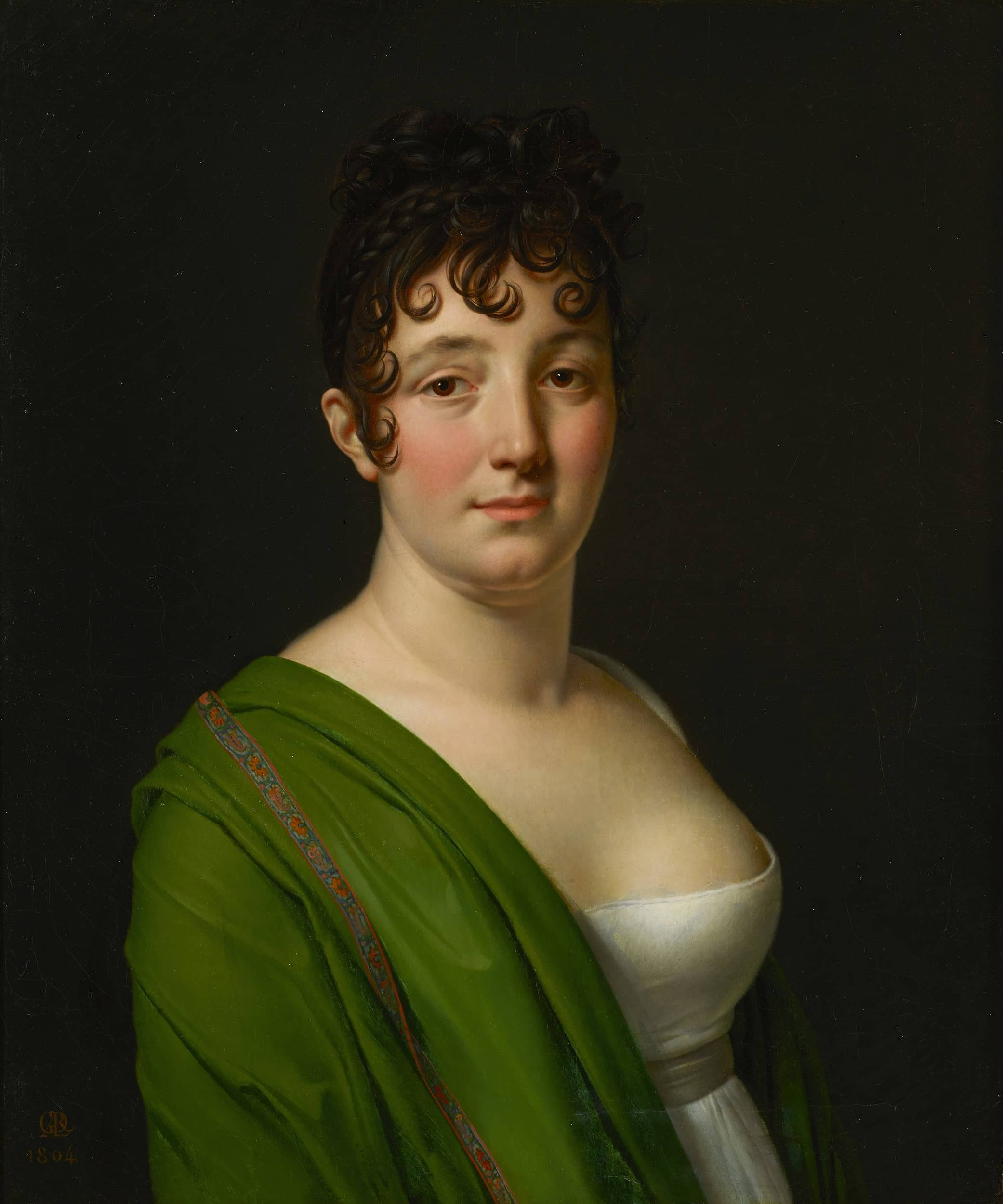
Anne-Louis Girodet, Marie-Françoise-Claudine Bocquet née Tricard, au châle vert, 1804, ancienne collection du château de Villepreux.

La ferme de Grand'Maisons reste, quant à elle, dans le domaine royal jusqu'en 1797. Elle est alors achetée par Pierre Elie Heny, qui la revend l'année suivante à Louis Michel Bocquet, dont la fille Augustine épouse la même année le journaliste Louis François Bertin de Veaux. Dès cette époque se met en place une collection de tableaux qui sera enrichie par les propriétaires successifs. Louis Bocquet meurt en 1807 et sa veuve, Marie-Françoise-Claudine Tricard, se remarie avec Thomas Jean Baptiste Merlin. 
En 1811, Pierre Jacques Dubois-Desmeures, ruiné, vend aux enchères le château et c'est Thomas Jean Baptiste Merlin, déjà propriétaire de la ferme de Grand'Maisons, par sa femme, qui se porte acquéreur. Ferme et château, séparés depuis 1779, sont enfin réunis.

### L'époque des Bertin de Veaux et de leur descendance
En 1816, madame Merlin meurt et sa fille Augustine Bertin de Veaux devient propriétaire de la ferme de Grand'maisons. En 1826, à la mort de son parrain, Thomas Jean Baptiste Merlin, elle hérite du château. C'est elle qui va achever la construction entreprise par François Henri Francini en terminant l'aile est du château. Louis François Bertin de Veaux y rassemble une grande collection de livres enrichie par ses héritiers. Le château reçoit, au cours de ce siècle, les grands noms du monde romantique : Chateaubriand, Berlioz, Gounod, Corot, Renan, Taine, Sainte Beuve. À la mort d'Augustine, en 1848, le domaine passe à son fils, le général Auguste Bertin de Veaux. Le château souffre lors de la guerre de 1870. À la mort du général Bertin de Veaux en 1879, le domaine est repris par sa fille Louise, épouse du comte Alphonse Gérard de Rayneval, diplomate, parent de Conrad Alexandre Gérard, qui complète le château des collections de sa famille. Grâce à Louise, le château s'enrichit de belles pièces d'ameublement. Elle entreprend également une rénovation de la ferme de Grand'maisons et resserre, par des ventes, les terres du domaine.
En 1909, à la mort de Louise de Rayneval, le domaine passe à son petit fils Thibault Le Gouz de Saint Seine, qui le gère durant les deux guerres mondiales avec son gendre Roland. À la mort de Thibault en 1949, le château est occupée par sa fille Simone, qui installe son fils Luc Le Gouz de Saint Seine dans la ferme en 1972. 
Par arrêté du 9 juillet 1970, le château est inscrit partiellement au titre des monuments historiques pour ses façades, toitures, le petit salon et grand salon bleu.
Désireux de préserver leur patrimoine et de le faire découvrir, ils ouvrent le château pour des visites et de l'hébergement. Cependant la charge d'une telle demeure pèse lourd et après la mort de Luc Le Gouz de Saint Seine en 2012, les héritières sont amenées à vendre les collections en 2016, malgré l'inquiétude du milieu artistique inquiet de voir disparaitre des pièces de patrimoine.

## Les collections

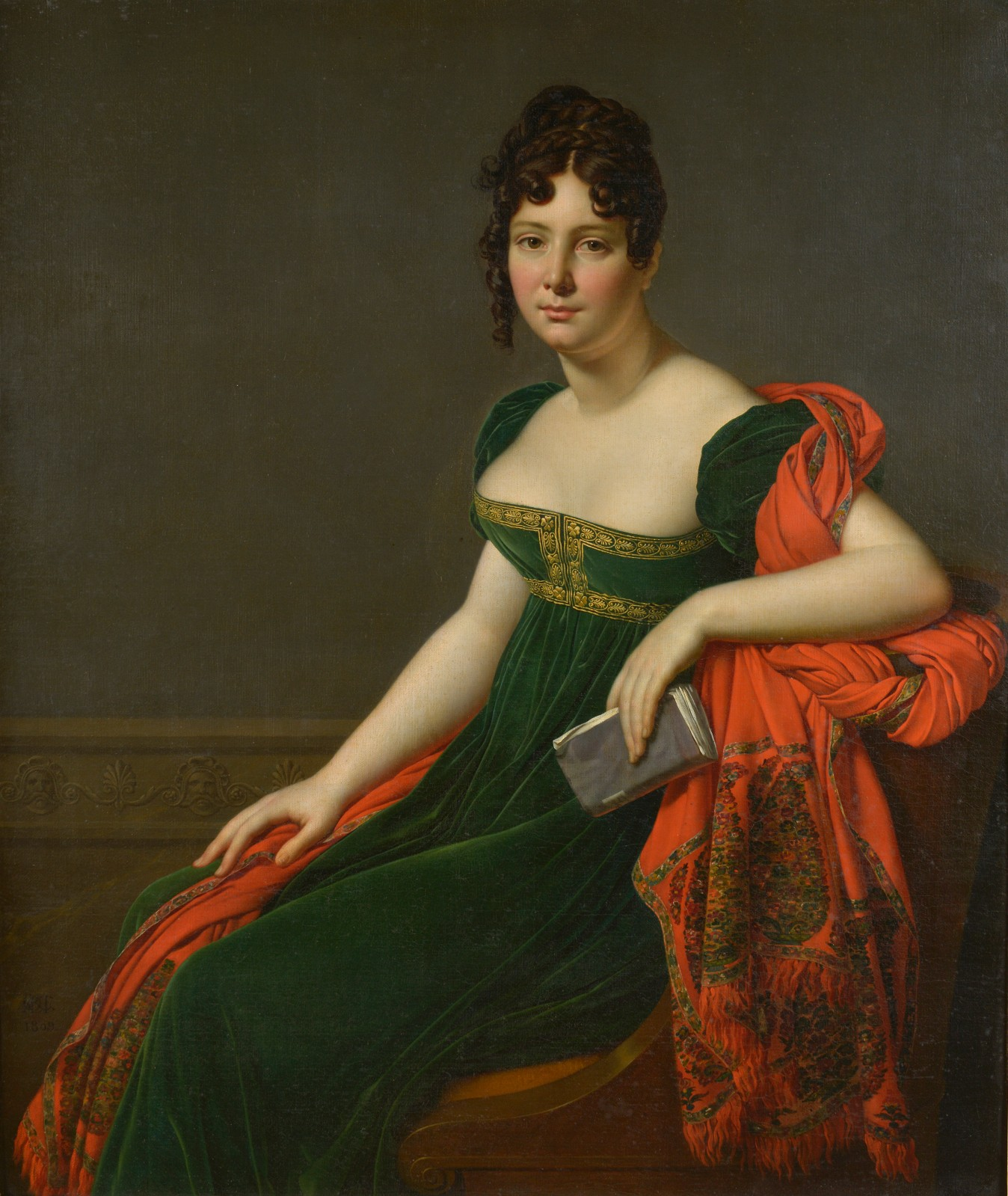
Anne-Louis Girodet, Madame Augustine Bertin de Vaux, née Bocquet, 1809, tableau ornant le salon Bertin de Veaux du château jusqu'à la dispersion des collections en 2016.

Au cours de deux siècles dans les lieux, la famille Bertin de Veaux et ses descendants ont réussi à rassembler des collections de livres, de meubles et d’œuvres d'art représentative de la vie culturelle du XIXe siècle.
Une bibliothèque de près de 2500 volumes, rassemblés par Louis François Bertin de Veaux, regroupe des ouvrages de la littérature classique, des livres d'histoire, des mémoires, des voyages. Les reliures sont signées Bozerian, Simier, Bauzonnet et Thouvenin.
Les portraits familiaux sont exécutés par des peintres de renom : Anne-Louis Girodet-Trioson, Michel Martin Drolling, Étienne-Jean Delécluze, Henri Lehmann, Jean-Auguste-Dominique Ingres, Jean-Louis Laneuville. À cette collection s'ajoutent des toiles de Pierre-Henri de Valenciennes, Gabriel Revel et des statues de Pietro Tenerani.
Le mobilier comporte des pièces de grands ébénistes comme Bernard Molitor ou Jacob-Desmalter.
Le résultat de la vente des collections s'élève à près de quatre millions d'euros avec un record mondial pour une statue de Psyché par Tenerani.

Œuvres d'art de l'ancienne collection du château de Villepreux, dispersée en novembre 2016
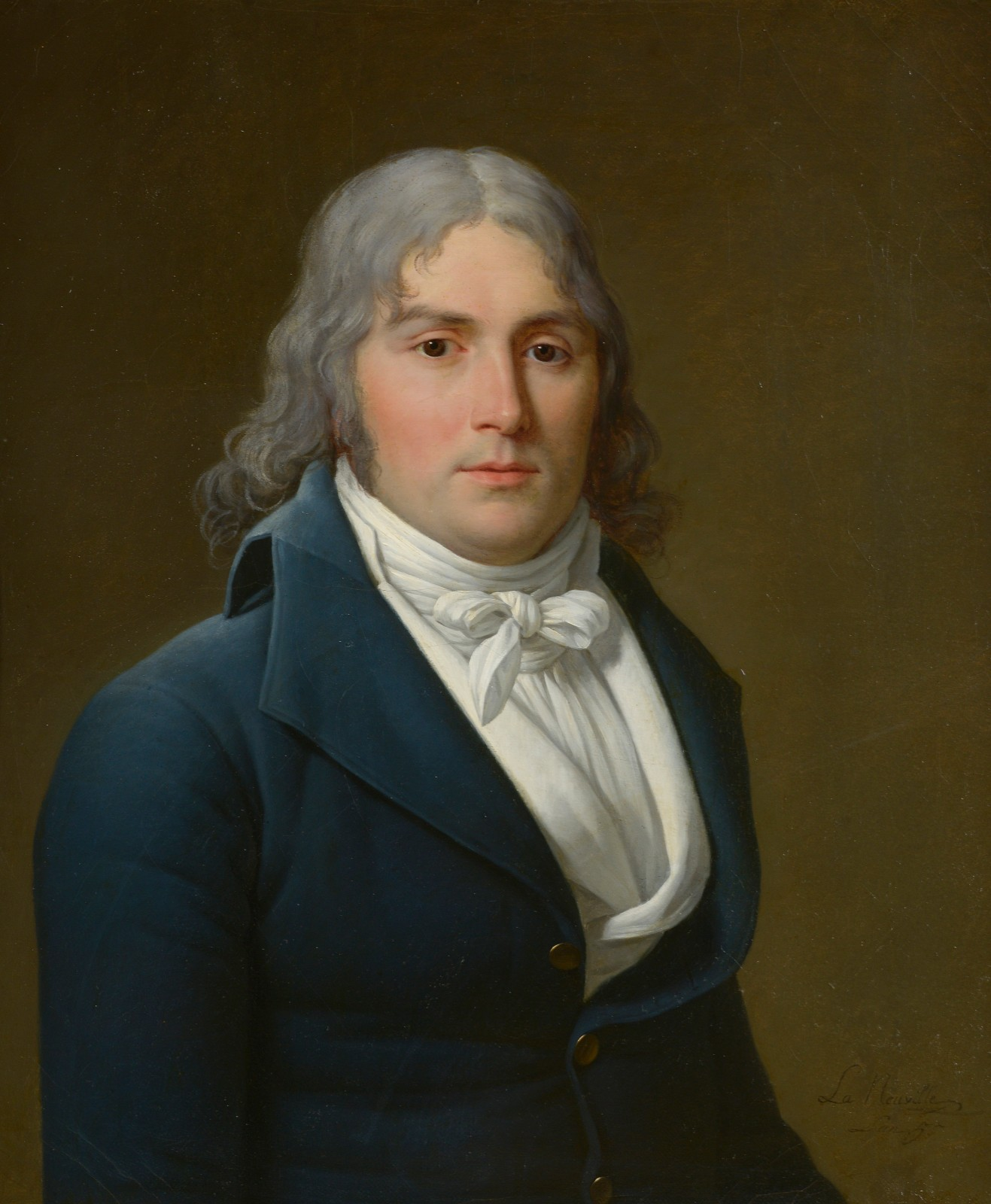
Jean-Louis Laneuville, Louis-François Bertin, 1796-1797, préempté par la Maison de Chateaubriand.
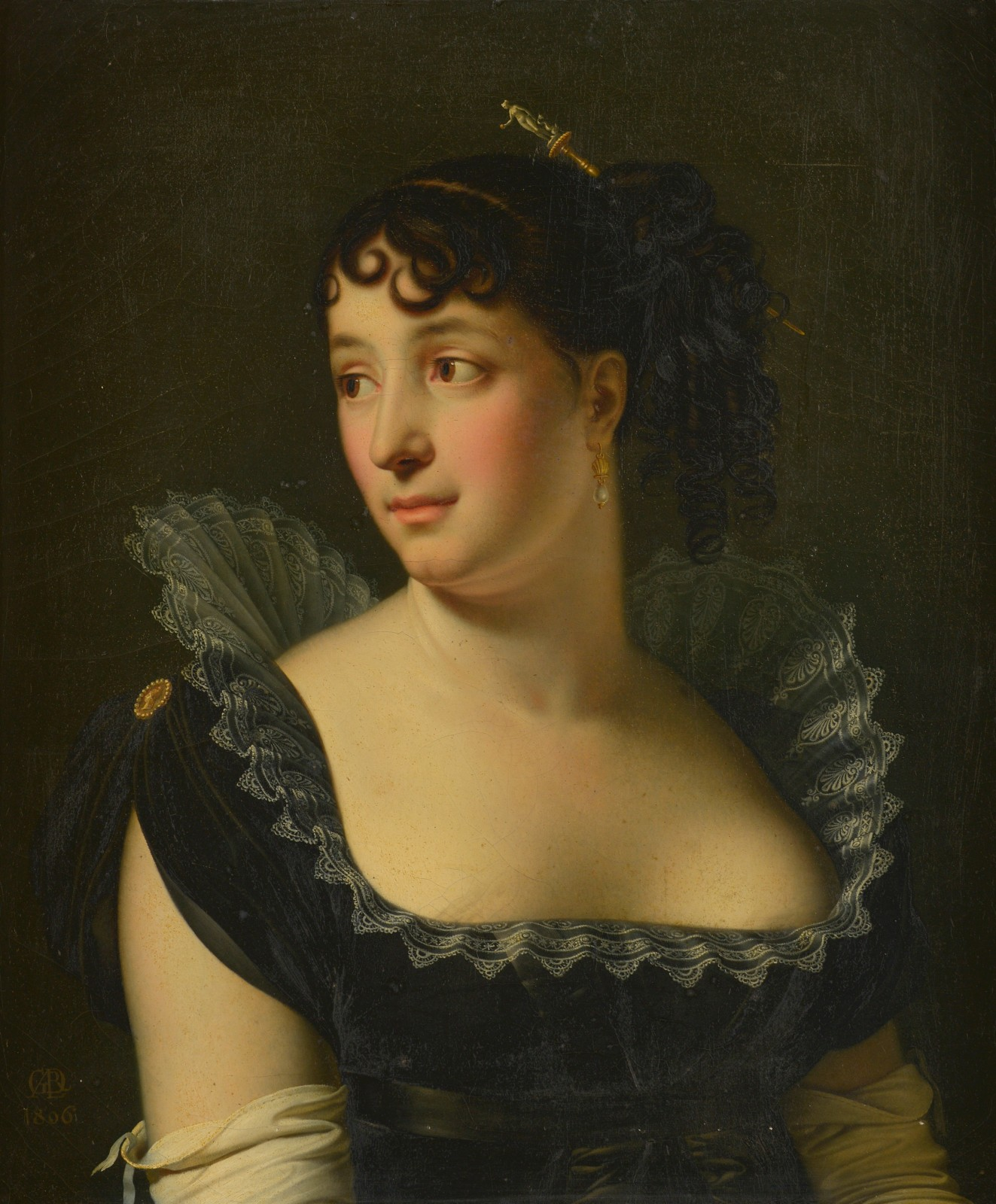
Anne-Louis Girodet, Augustine Bertin de Veaux, née Bocquet, 1806.
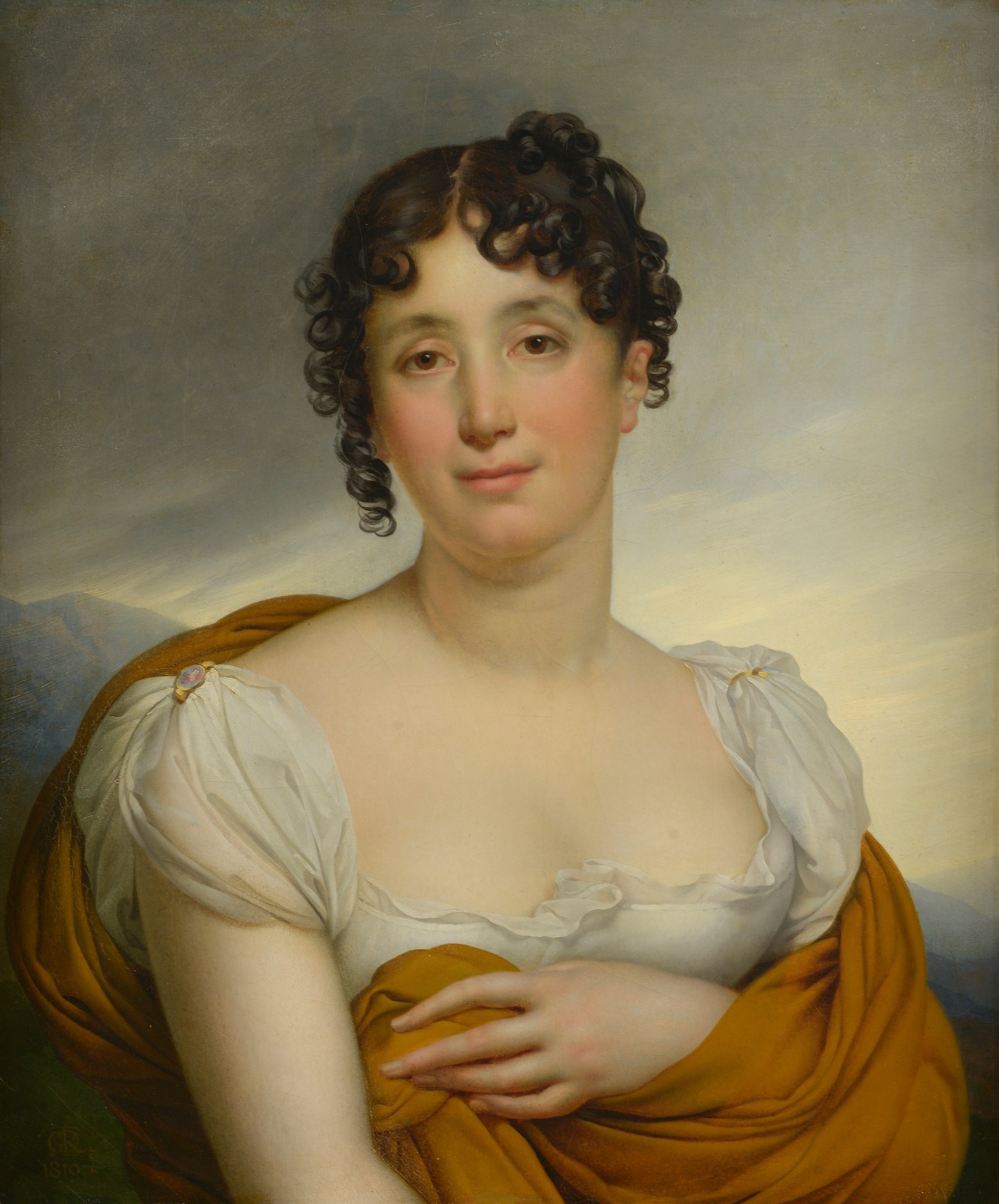
Girodet, Marie-Françoise-Claudine Merlin, née Tricard, avec un châle jaune, 1810.
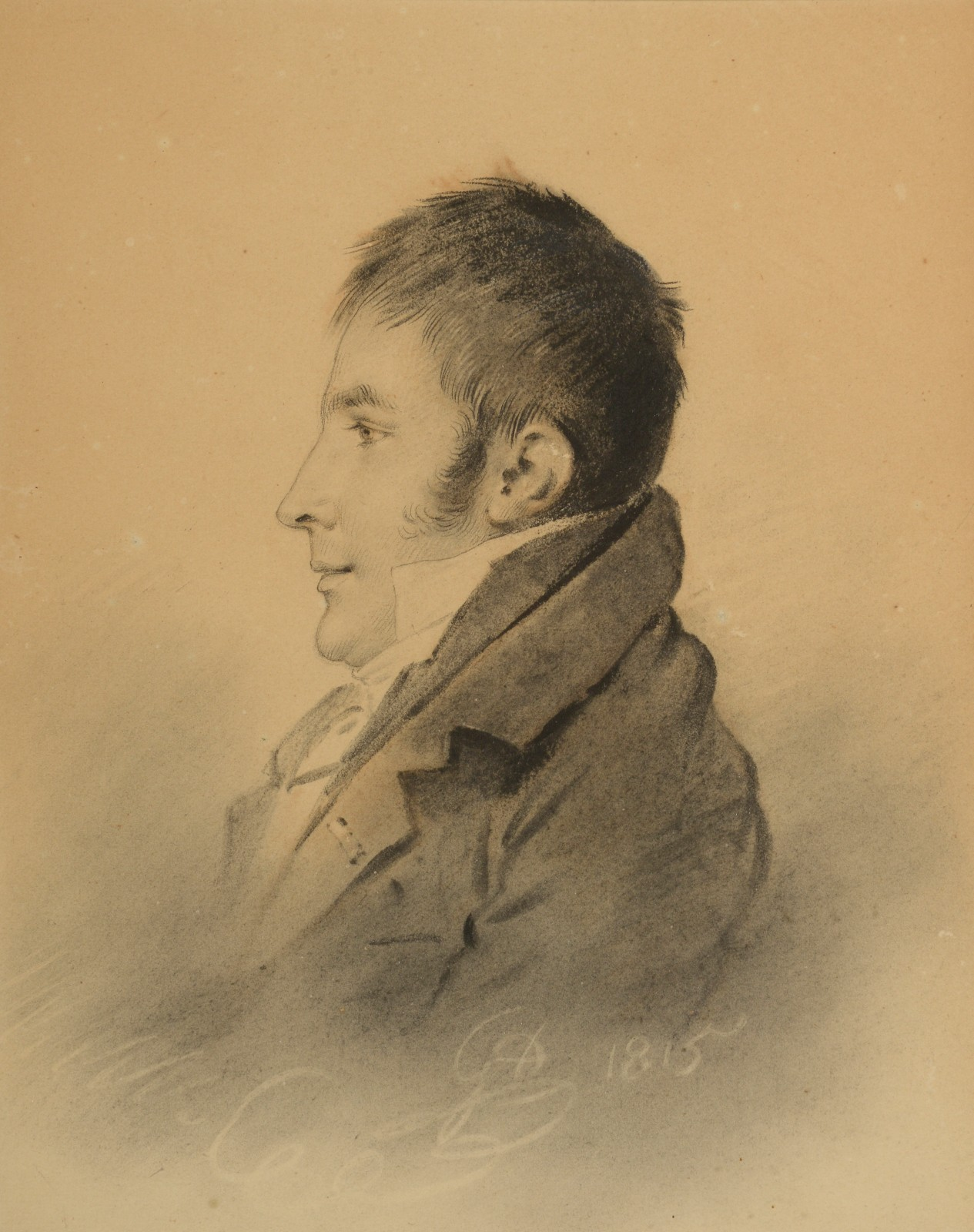
Girodet, Louis François Bertin de Veaux, 1815, préempté par la Maison de Chateaubriand.
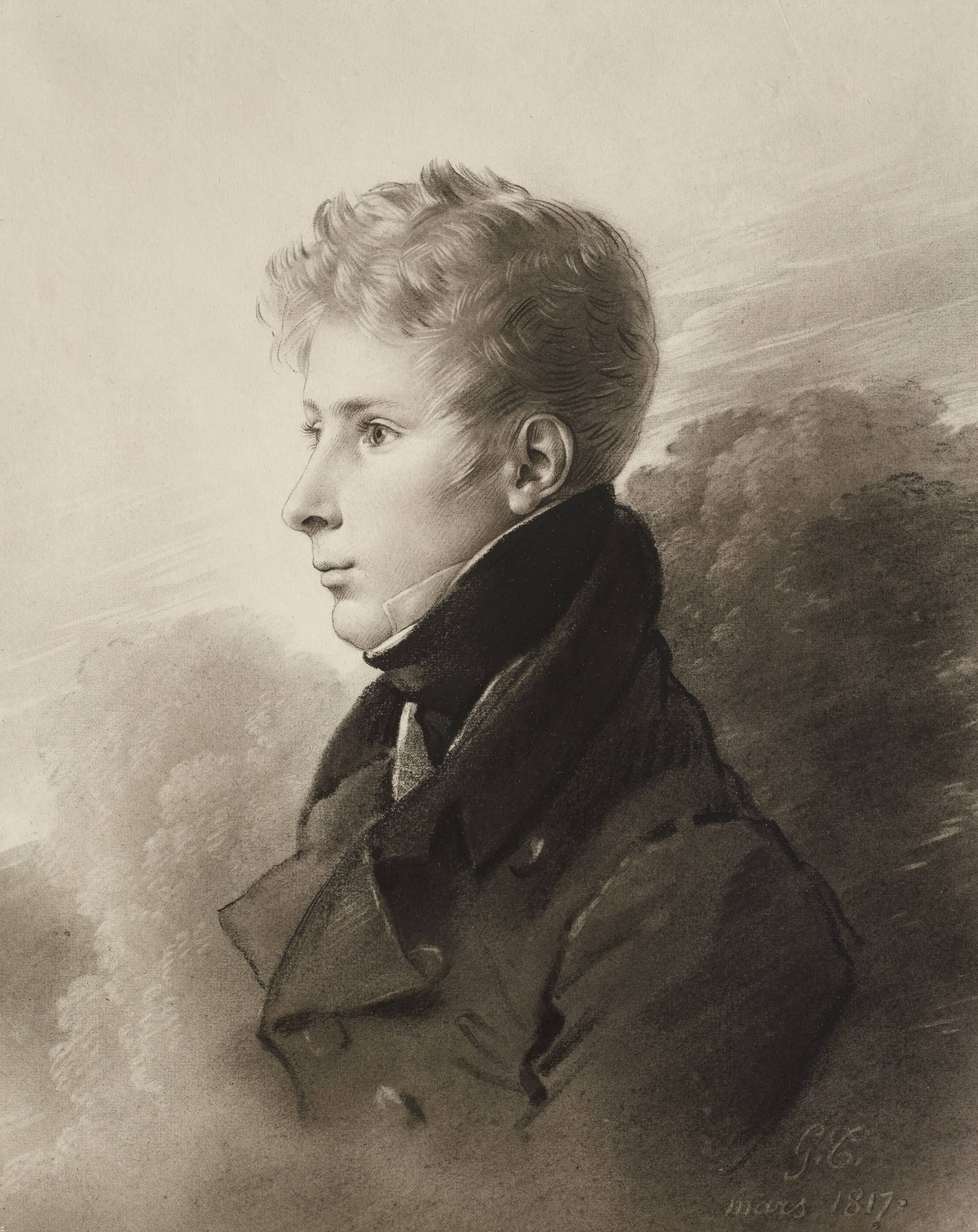
Girodet, Augustin Bertin de Vaux à l'âge de 18 ans, mars 1817.